# Aurela Gaçe

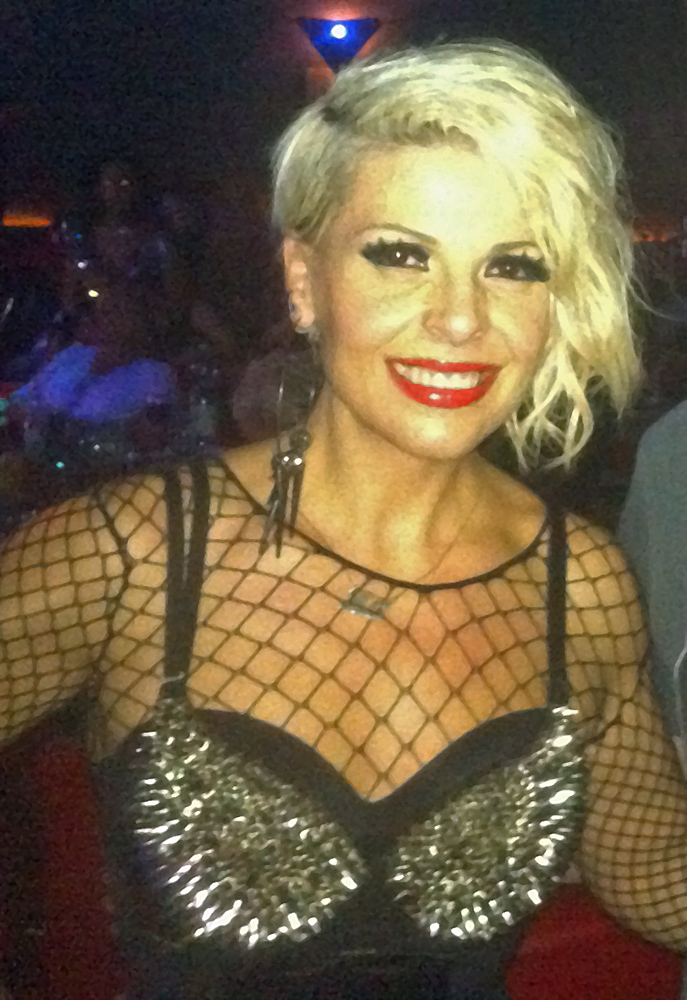
Aurela Gaçe (2012)

Aurela Gaçe (* 16. Oktober 1974 in Llakatund bei Vlora, Albanien) ist eine albanische Sängerin, die in New York City lebt. Nebst moderner Popmusik singt sie oft auch typisch labische Volksmusik ihrer Heimatregion. Sie bezeichnet sich selbst als vielseitige Sängerin, die von polyphoner Musik bis Jazz und Soul darbietet.

## Biografie
Gaçe wuchs in einem Dorf rund zehn Kilometer nördlich von Vlora in Südalbanien auf. Schon als kleines Kind begann sie mit dem Singen und nahm später an Vorführungen und Wettbewerben teil. Gemäß eigenen Aussagen war sie damals schon vom Singen besessen.
Im Jahr 1993 nahm Gaçe mit dem Lied Pegaso zum ersten Mal am Festivali i Këngës teil – Albaniens größtem Liederfestival, durchgeführt vom staatlichen Fernsehsender TVSH. Kurze Zeit später gewann sie das Festivali i Pranverës 1994. Den Durchbruch erlangte sie mit dem Lied Nata am Festivali i Këngës im Jahr 1995, das von Ardit Gjebrea gewonnen wurde. Nachdem sie in jedem folgenden Jahr teilgenommen und mehr zweite sowie dritte Plätze errungen hatte als sonst ein Teilnehmer in den 1990er Jahren, konnte sie das Festivali i Këngës in den Jahren 1999 mit dem Lied S'jam tribu und 2001 mit dem Lied Ndjej gewinnen.
Im Jahr 2000 schloss Gaçe die Schauspielklasse an der Kunstakademie in Tirana ab. 2001 emigrierte sie in die Vereinigten Staaten, wo sie vor allem Auftritte vor der albanischen Exil-Gemeinschaft hat. Gaçe veröffentlichte in unregelmäßigen Abständen Alben, trat weiterhin in Albanien auf und nahm dort an Gesangswettbewerben wie Kënga Magjike teil, den sie 2007 mit dem Lied Hape Veten gewann. Im Sommer 2010 landete sie mit der Dance-Pop-Single Origjinale (eine Co-Produktion mit Doktor Flori und Marseli) einen weiteren Hit.
Im Dezember 2010 nahm sie nach fast zehnjähriger Abwesenheit erneut am Festivali i Këngës teil. Sie hatte zwischendurch lediglich zwei Gastauftritte bei diesem Festival. Mit dem Lied Kënga ime errang sie zum dritten Mal den Sieg und qualifizierte sich so für den Eurovision Song Contest 2011 in Düsseldorf. Der Titel Feel The Passion wurde abgesehen von einem albanischen Refrain in englischer Sprache vorgeführt. Am 10. Mai 2011 schied sie jedoch bereits im ersten ESC-Halbfinale aus.
Gaçe ist weiterhin in der albanischen Musikszene aktiv. So war sie 2013 für eine Staffel Coach in der Castingshow The Voice of Albania. 2014 gewann sie erneut zusammen mit Young Zerka die Musik-Show Kënga Magjike; das Siegerlied hieß Pa Kontroll (Ohne Kontrolle). Im Folgejahr konnte sie mit dem Lied Akoma jo erneut den Sieg bei Kënga Magjike erlangen – dieses Mal solo.
Aurela Gaçe hat zwei Töchter, Grace (November 2011) und Abigail (* 7. Dezember 2016).

## Diskografie

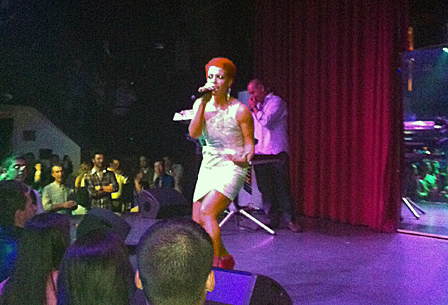
Aurela Gaçe in Zürich, Oktober 2010

### Alben
- 1998: Oh Nënë
- 1998: The Best – Aurela Gaçe
- 2001: Tundu Bejke
- 2001: Superxhiro
- 2008: M’u Thanë Sytë
- 2012: Paraprakisht[12]

### Singles
- 1993: Pegaso
- 1994: Nuk mjafton
- 1995: Nata
- 1996: Me jetën dashuruar
- 1997: Pranvera e vonuar
- 1997: Fati ynë shpresë dhe marrëzi
- 1998: E pafajshme jam
- 1999: S’jam tribu
- 2000: Cimica
- 2001: Jetoj
- 2007: Hape Veten Ti
- 2009: Bosh
- 2009: Mu thanë sytë
- 2009: Jehonë
- 2010: Origjinale (feat. Dr. Flori & Marsel)
- 2010: Kënga Ime / Feel The Passion
- 2011: Feel the Passion
- 2011: Ca$h (feat. MC Kresha)
- 2012: Tranzit
- 2012: Boom Boom Boom
- 2012: Ja ke nge
- 2013: Dua
- 2014: Pa Kontroll (feat. Young Zerka)
- 2014: Merrem sonte
- 2015: Akoma jo
- 2016: Nënë e imja nënë
- 2017: S’mundem
- 2017: S’nuk (feat. Fifi)
- 2017: Fustani
- 2018: Zemra Rratata (feat. Eli Fara)
- 2019: Me Mbaj

## Auszeichnungen
- 1994: Gewinnerin des Koncerti i pranverës beim RTSH mit dem Lied Nuk Mjafton
- 1996: 3. Platz und beste Darstellerin beim Festivali i Këngës 35 mit dem Lied Me Jetën Dashuruar
- 1997: 2. Platz beim Festivali i Këngës 36 mit dem Lied E Kemi Fatin Shpresë Dhe Marrëzi
- 1998: 2. Platz und beste Darstellerin beim Euro Fest Shkup
- 1998: 3. Platz beim Festivali i Këngës 37 mit dem Lied E Pafajshme Jam
- 1999: Gewinnerin des Festivali i Këngës 38 und Sonderauszeichnung als beste Interpretin durch das Top Albania Radio mit dem Lied S'jam Tribu
- 2000: 2. Platz beim Maratona e Këngës Popullore e Qytetare
- 2001: Gewinnerin und beste Interpretin beim Festivali i Këngës 40 mit dem Lied Jetoj
- 2007: Gewinnerin und beste Interpretin bei Kënga Magjike mit dem Lied Hape Veten
- 2010: Gewinnerin und beste Interpretin beim Festivali i Këngës 49 mit dem Lied Kënga Ime
- Ihr Videoclip zum Song Origjinale gilt als das meistgesehene albanischsprachige Video auf YouTube, es wurde über 4 Millionen Mal angehört und gilt auch als das Albanische Lied des Jahres 2010.
- 2014: Gewinnerin bei Kënga Magjike mit dem Lied Pa Kontroll zusammen mit Young Zerka